# Khmara Bay
Die Khmara Bay (russisch бухта Хмары Buchta Kmary) ist eine kleine Nebenbucht der Caseybucht an der Küste des ostantarktischen Enderbylands. Sie liegt südlich der Sakellari-Halbinsel. Ihr Nordufer wird durch das Subtschati-Schelfeis eingenommen.
Luftaufnahmen entstanden 1956 im Rahmen der Australian National Antarctic Research Expeditions. Wissenschaftler einer sowjetischen Antarktisexpedition, die auch die Benennung vornahmen, erkundeten sie 1957. Namensgeber ist der Zugmaschinenführer I. F. Chmara, der im Januar 1956 in der Nähe der Mirny-Station ums Leben gekommen war, als seine Zugmaschine durch eine zu dünne Eisdecke eingebrochen war. Das Antarctic Names Committee of Australia übertrug diese Benennung im Jahr 1968 ins Englische.